# Wollishofen
Wollishofen est un quartier de la ville de Zurich, il fait partie du deuxième arrondissement. Jusqu'en 1893, c'était une commune à part entière qui fut alors incorporée dans la ville de Zurich. Wollishofen marque la frontière sud de la ville, entre l'Entlisberg à l'ouest et la rive gauche du lac de Zurich à l'est. Les communes d'Adliswil et de Kilchberg jouxtent Wollishofen au sud. Le quartier a une population de 15 592 habitants et une surface de 5,75 km2.

## Histoire
Les habitants les plus anciens de la région furent les lacustres. On a trouvé des vestiges d'un village sur pilotis dans le Haumessergrund. On a découvert en 1910 à proximité de la gare actuelle des pièces de monnaie et un sol en mosaïque datant de l'époque romaine. Ces pièces se trouvent à présent au Musée national.
Les Alamans traversèrent le Rhin au Ve siècle et colonisèrent la région de Wollishofen dans des fermes dispersées. Le terme alaman « Wolo » est à l'origine du nom Wollishofen. Le nom « Woloshoven » est évoqué la première fois en 1227.
Le vieux Wollishofen était composé jusqu'au XIXe siècle de fermes isolées et de petits groupes de maison. Les principales activités étaient le labour, l'élevage de bétail et la viticulture. Leimbach, Enge et Wollishofen formaient un bailliage de la ville de Zurich dirigé par deux baillis. Les noms des notables de l'époque sont gravés sur une cloche fondue en 1702 que l'on peut apercevoir dans la cour de la vieille église. 
Le fort développement de la ville de Zurich au XIXe siècle apporta une forte charge financière qui ne put être résolue que par la fusion avec la ville de Zurich. La loi scellant la fusion avec la ville fut largement acceptée par la population de la ville de Zurich en 1891. En revanche, le village campagnard de Wollishofen refusa clairement, les paysans aisés désirant rester autonomes. Leurs recours contre la loi auprès du Tribunal fédéral resta cependant vain.
Wollishofen fut intégrée, avec dix autres communes, contre le gré de ses habitants, dans la ville de Zurich le premier janvier 1893 et devint une partie du deuxième arrondissement (Kreis 2). L'autonomie obtenue à peine un siècle auparavant fut ainsi perdue. Le hameau d'Oberleimbach qui faisait partie de Wollishofen fut rattaché à la commune d'Adliswil, dont il fait toujours partie à ce jour.

## Transport
Le quartier est situé le long de l'autoroute A3.
La gare de Wollishofen est desservie par les lignes de S-Bahn S8 et S24, la ligne de Tramway n°7 et les lignes de bus n°72, 66, 70, 161, 165, 184, 185.
Le port est desservi par la Société de navigation du lac de Zurich (Zürichsee-Schiﬀfahrtsgesellschaft). Le chantier naval de cette même société se trouve dans le quartier.

## Culture
Le centre de culture alternative Rote Fabrik se trouve sur les bords du lac.

## Économie et infrastructure
L'usine de tissage de soie fut inaugurée aux alentours de 1720, et permit la création de nombreux emplois. Un important développement fut l'inauguration de la gare en 1885, et, en 1900, la construction d'une ligne de tramway électrique jusqu'au Morgental. En juillet 1928, la ligne fut prolongée par le tronçon Morgental – Albisstrasse, (aujourd'hui Wollishofen) et le dépôt situé en fin de ligne fut mis en service. La ligne de tramway no 7 (Gare de Stettbach–Bahnhofstrasse/HB–Wollishofen) utilise cette voie. 
La route de l'Albis (Albisstrasse), un ouvrage de l'inspecteur des travaux publics Heinrich Pestalozzi fut construite entre 1841 et 1845. La courbe au Morgental équilibre la pente de la route. Avec la construction de cette route et du col de l'Albis (Albispasses), Zürich obtient une connexion routière rapide jusqu'à Zoug. 
La gare de Wollishofen, mise en service en 1875, est une des 13 gares CFF dans le domaine de la ville de Zürich, elle est desservie par les lignes S8 et S24. À l'est de la gare, se trouve le dock de la compagnie de navigation du lac de Zürich (Zürichsee-Schiffahrtsgesellschaft/ZSG) qui fait aussi office de siège pour la société. 
La centrale de filtrage de l'eau du lac Moos, la première des deux situées à Zürich, fut construite en 1914 dans le domaine Moos à la frontière avec la commune d'Adliswil. 
Le cimetière Manegg fut aménagé en 1897, on y trouve la tombe de certaines personnalités, comme Alfred Escher.

## Galerie

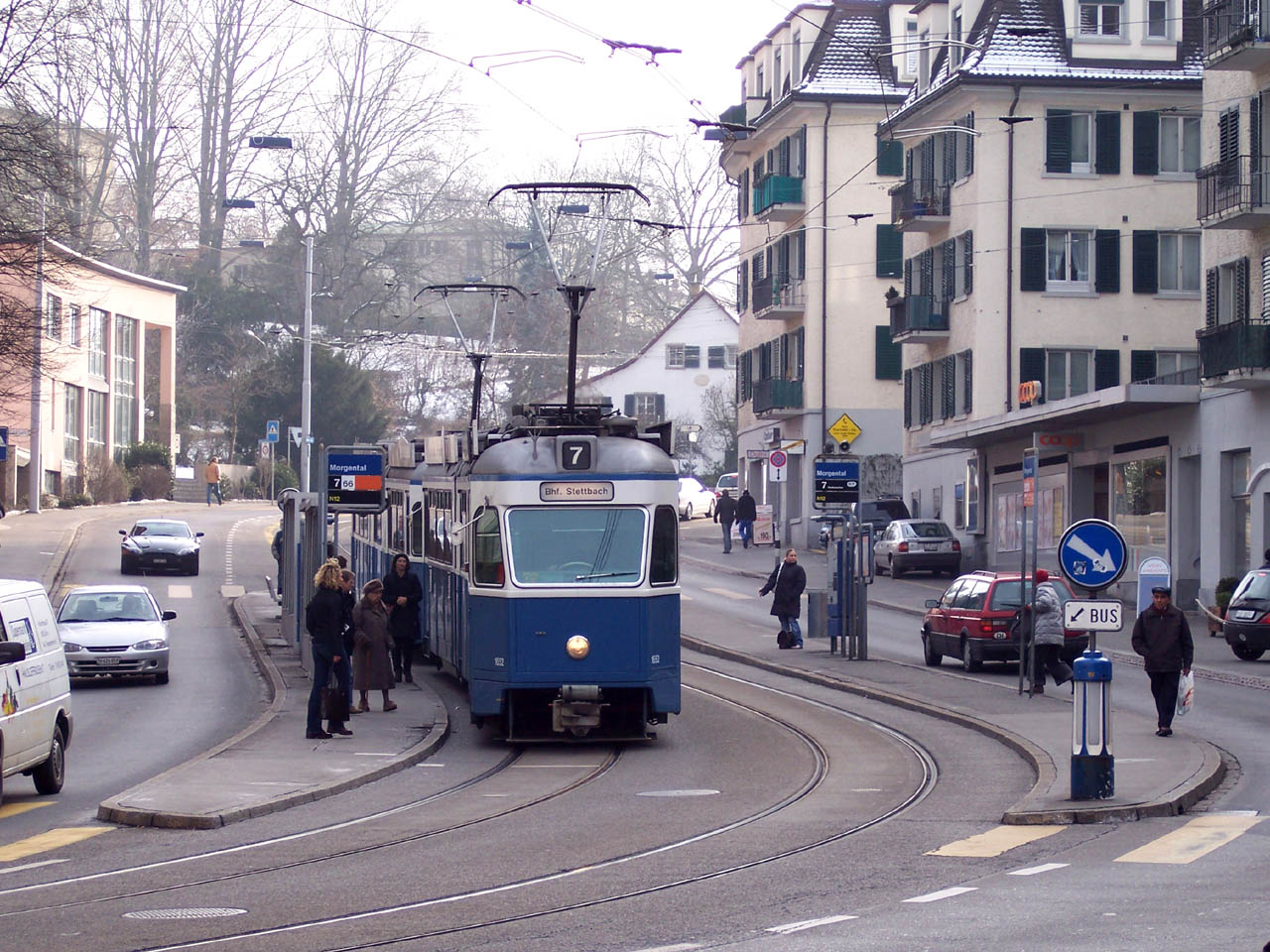
Arrêt de tramway Morgental.
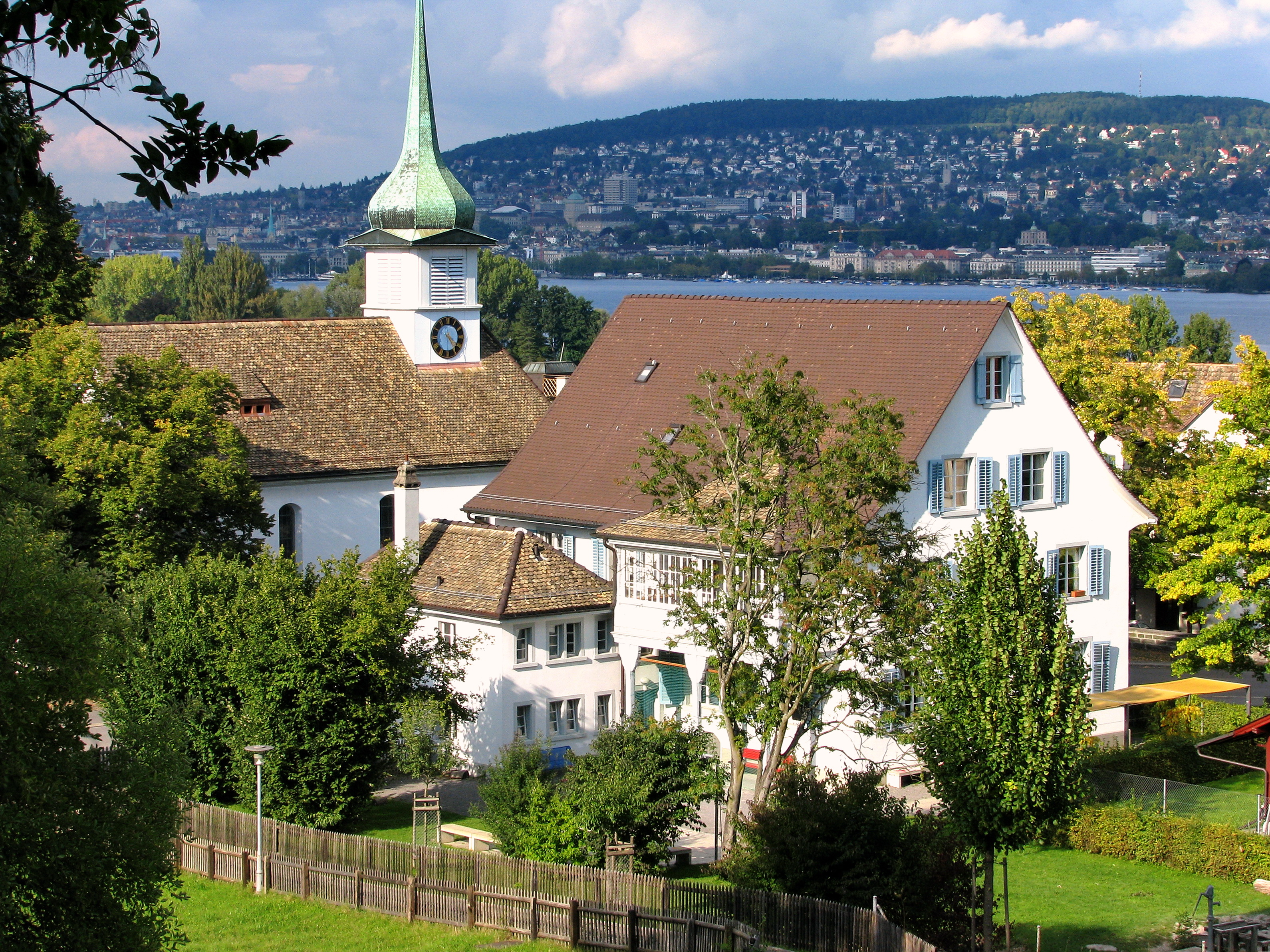
'Alte Kirche' (ancienne église) de Wollishofen, vue depuis la 'Neue Kirche' (nouvelle église).
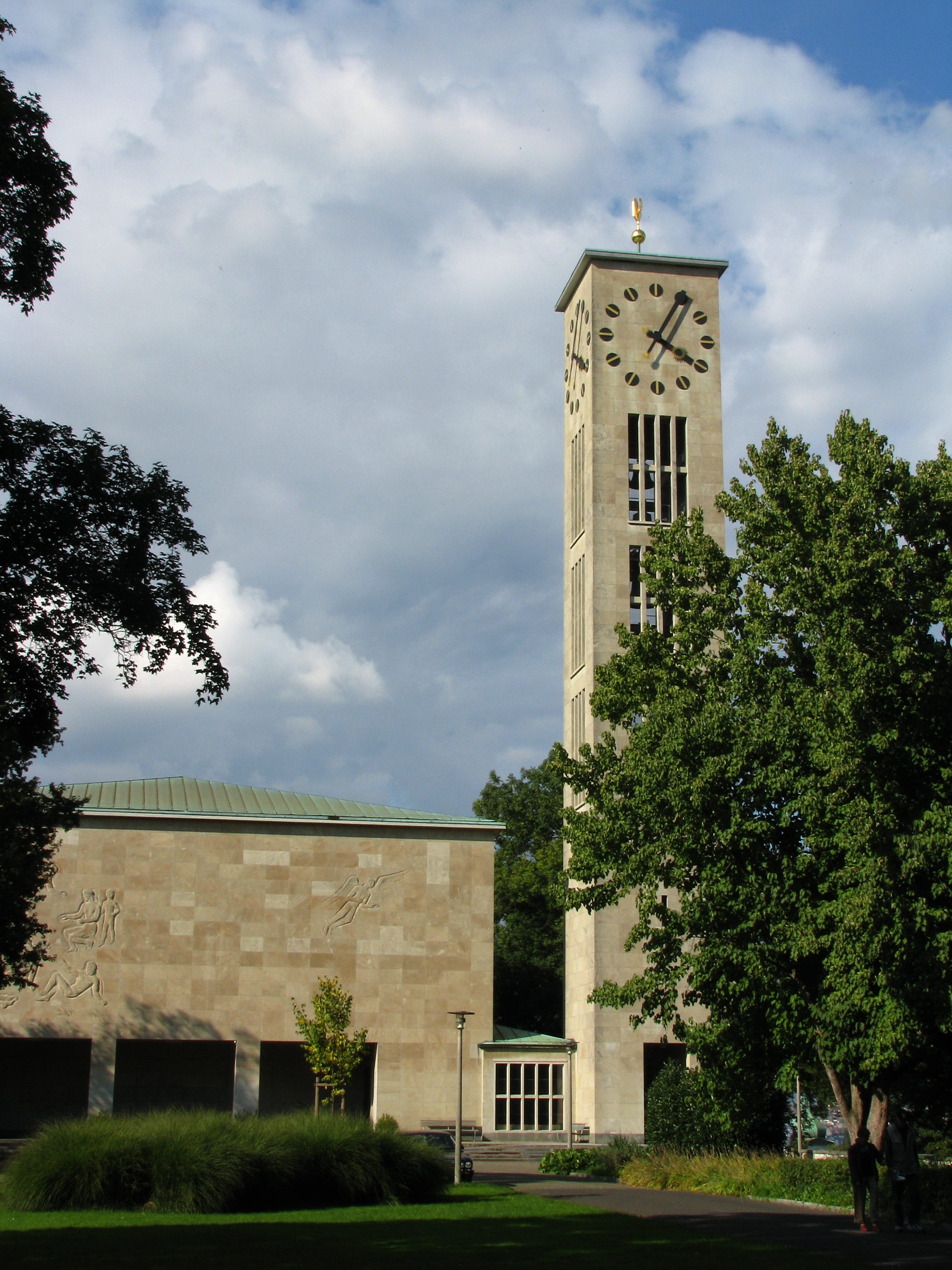
Église de Wollishofen, vue du sud-est.
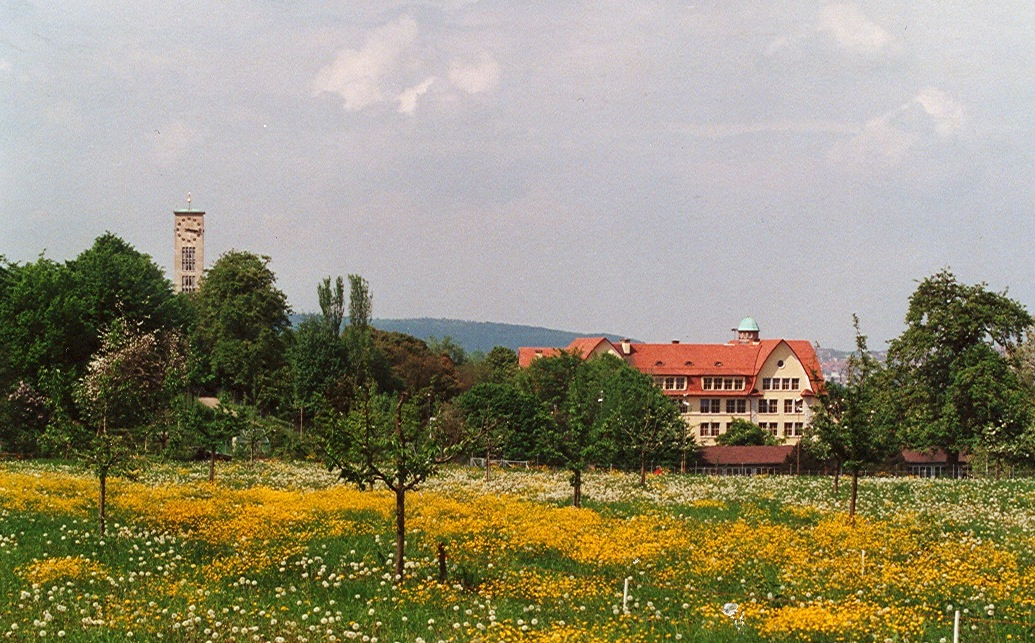
Église réformée et école secondaire « Hans Asper ».
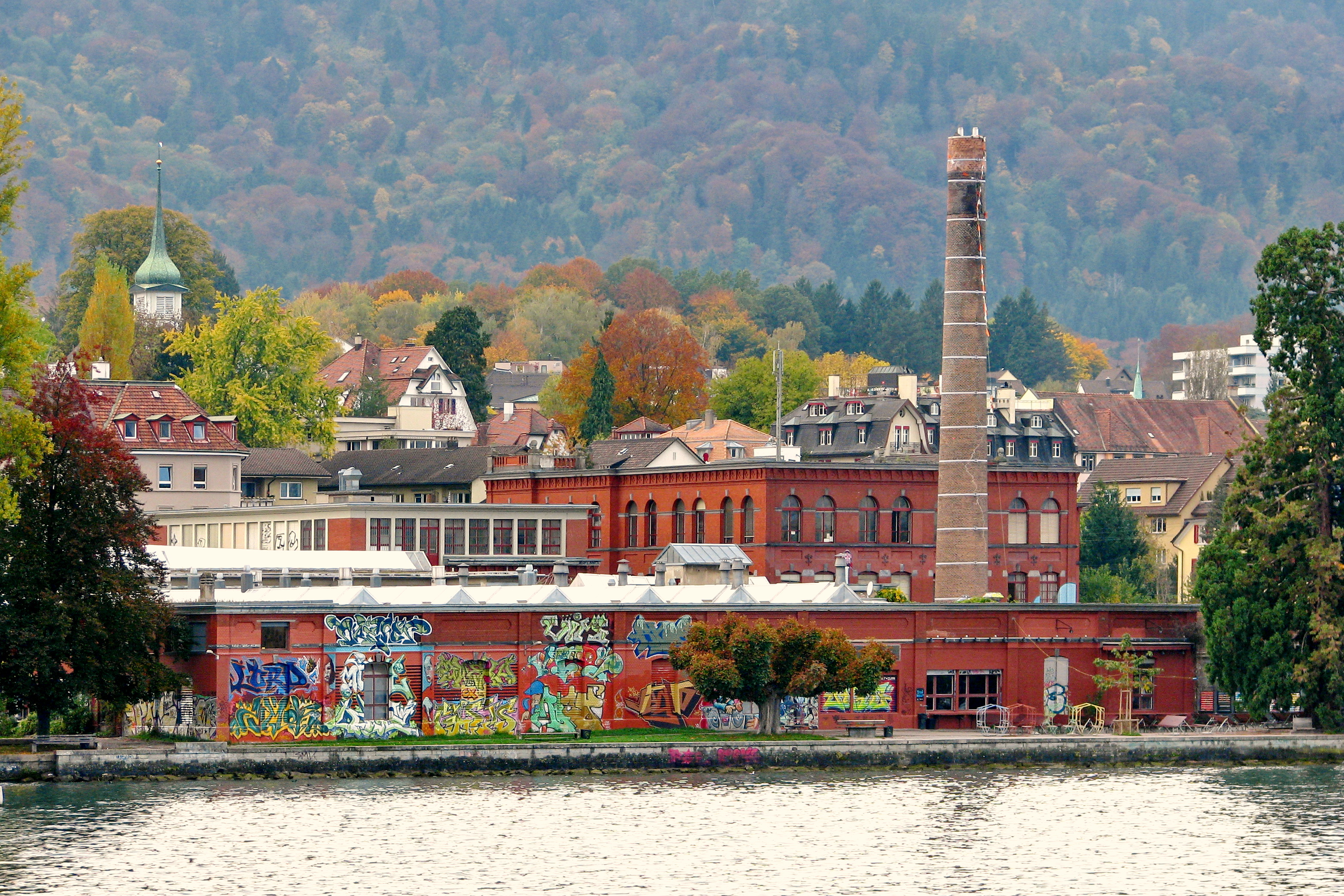
Rote Fabrik.
Photo aérienne prise à 400 m par Walter Mittelholzer.